# Zygospermella
Zygospermella — рід грибів родини Lasiosphaeriaceae. Назва вперше опублікована 1935 року.

## Види
База даних Species Fungorum станом на 20.10.2019 налічує 2 види роду Zygospermella:
- Zygospermella insignis (Mouton) Cain, 1935
- Zygospermella striata N.Lundq., 1969